# Clonlum

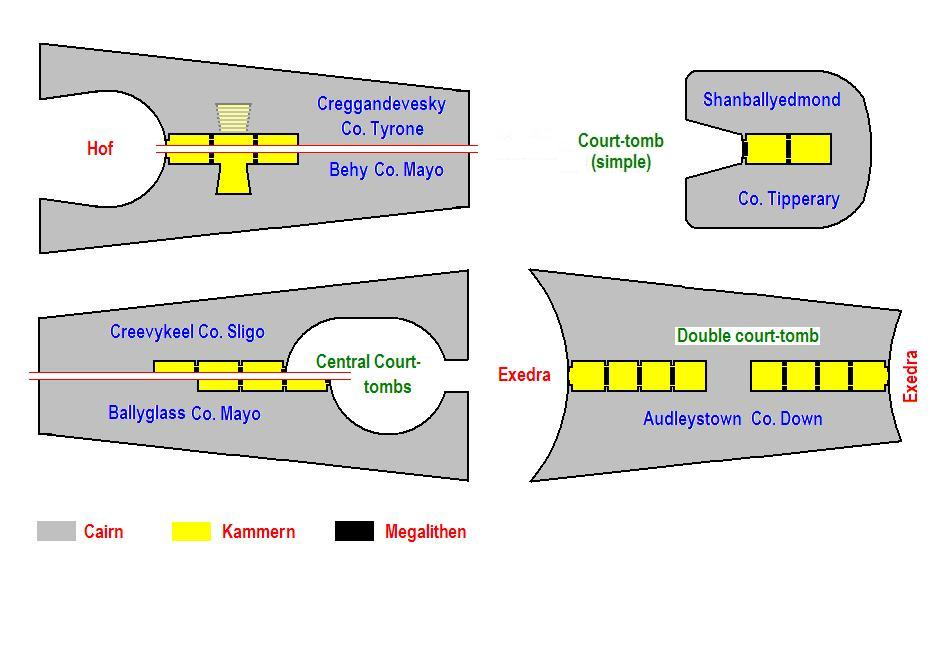
Formen von Court Tombs

Das Townland Clonlum (irisch Cluain Lom) ist der Standort zweier Megalithanlagen am Slieve Gullion im County Armagh in Nordirland. Court Tombs gehören zu den megalithischen Kammergräbern (englisch chambered tombs) der Insel. Sie werden mit etwa 400 Exemplaren nahezu ausschließlich in Ulster im Norden von Irland beziehungsweise in Nordirland gefunden. Die Anlagen sind Scheduled Monuments.

## Das Portal Tomb Clonlum South
Als Portal Tombs werden auf den Britischen Inseln Megalithanlagen bezeichnet, bei denen zwei gleich hohe, aufrecht stehende Steine mit einem Türstein dazwischen, die Vorderseite einer Kammer bilden, die mit einem zum Teil gewaltigen Deckstein bedeckt ist. Das Portal Tomb Clonlum South liegt in einem Feld östlich einer Landstraße unterhalb des Slieve Gullion, 0,8 km nordwestlich des Dorfes Meigh. ⊙
Die spätneolithische Anlage hat einen besonders gut erhaltenen Cairn mit etwa 12,0 m Durchmesser und 1,2 m Höhe. In der Mitte liegt teilweise eingegraben der Dolmen mit seinem großen, verlagerten und zerteilten Deckstein, der intakt 2,7 × 1,65 m gemessen hat. Die rechteckige Kammer ist an den Enden geschlossen und hat flankierende Portalsteine, von denen der östliche umgefallen ist, was den Absturz des Decksteins bewirkte. Der stehende westliche ist etwa 2,1 m hoch.
Die Ausgrabung im Jahre 1934 erbrachte keine Funde, da die Anlage ausgeraubt war. Clonlum kann laut Anthony Weir den Übergang von den megalithischen zu weniger großen Formen darstellen. Letztlich sind die kastenartigen Formen der Steinkisten der Bronzezeit und der frühen Eisenzeit im Bau der Kammer erkennbar.

## Das Court Tomb Clonlum North
Das etwa 500 m entfernte Court Tomb Clonlum North ist stark bewachsen. ⊙ Die Megalithanlage wurde im frühen 19. Jahrhundert schwer beschädigt, als Steine zum Bau von Killevy Castle entfernt wurden. Der Hof (englisch court) ist fragmentarisch erhalten, wobei der westliche Arm vollständiger ist. Außerhalb dieses Armes liegt eine kleine offene Kammer von etwa 1,5 × 1 m und 1,0 m Höhe.
Der Eingang zur etwa 8,8 m langen Nord-Süd-orientierten Galerie ist gut erhalten, aber es gibt keine erkennbaren Unterteilungen darin. Die Galerie verengt sich von etwa 2,0 m Breite am Zugang auf 1,0 m. Ein verschobener Sturz oder Deckstein von 2,0 × 2,0 m liegt in der Galerie. Es gibt eine Menge Trümmer, aber viele davon können Lesesteine sein.
Es gibt im Osten Reste eines niedrigen Cairns von etwa 20 m Länge und Spuren seiner Einfassung.